# August Neithardt
Heinrich August Neithardt, född 10 augusti 1793 i Schleiz, död 18 april 1861 i Berlin, var en tysk musiker.
Neithardt blev 1816 musikmästare vid gardesjägarbataljonen, 1840 kunglig musikdirektor och 1843 sånglärare vid den nyinrättade domkören i Berlin. Som dirigent för denna kör (sedan 1845) bringade han densamma till stor fulländning, sedan han under studieresor tagit kännedom om sångkörerna i bland annat Rom och Sankt Petersburg.
Neithardt komponerade en stor mängd militärmusik, pianosonater, manskvartetter, bland annat Preussenlied och An die Freude ("Fröjd i hjärtan och pokaler"), samt utgav band 5–7 i Franz Commers samling "Musica sacra". Han invaldes 1853 som ledamot av Kungliga Musikaliska akademien i Stockholm.